# Una follia
Una follia (deutsch etwa: „Eine Verrücktheit“) ist eine Opera buffa in einem Akt von Gaetano Donizetti. Das Libretto stammt von Bartolomeo Merelli. Die Uraufführung fand am 17. Dezember 1818 im Teatro San Luca in Venedig statt. Una follia ist wahrscheinlich identisch mit Donizettis farsa Il ritratto parlante („Das sprechende Bild“).

## Handlung
Da die Libretti von Una follia und Enrico di Borgogna beide auf August von Kotzebues Drama Der Graf von Burgund (1798) beziehen, ist anzunehmen, dass auch deren Handlung ähnlich oder gar gleich verläuft.
Enrico liebt Elisa, die aber vom tyrannischen Herrscher Guido begehrt wird. Dessen Vater hat dem Vater Enricos den Thron entrissen. Enrico ist von als Kind von Getreuen seines Vaters in Sicherheit gebracht worden und ist von einem Hirten aufgezogen worden. Dieser wird ihm seine Identität erst offenbaren, sobald er den Thron zurückerobern kann. Nach einigen Irrungen und Wirrungen finden sich Elisa und Enrico; Guido wird gefangen genommen und des Landes verwiesen.

## Werkgeschichte
Dank der guten Aufnahme von Enrico di Borgogna erhielten der junge Komponist und sein Librettist, Donizettis Studienkollegen Bartolomeo Merelli, vom Impresario Paolo Zancla sofort den Auftrag, für dessen Wandertruppe eine neue Oper, zu schreiben, was innerhalb eines Monats geschah. Für das Thema ließ sich Merelli von Andrea Leone Tottolas Werk Una follia inspirieren, das er 1813 für den Musiker Giacomo Cordella geschrieben hatte.
Die Oper wurde vermutlich nur einmal aufgeführt. Laut Merelli war sie ein Erfolg, doch die einzige bekannte Rezension, die am 24. Dezember im Nuovo Osservatore Veneziano erschien, ist zurückhaltender: „Es wurde festgestellt, dass der Gesangspart nicht besonders herausragte; dies mag dem Zeitdruck geschuldet sein. Der Applaus, den seine Werke in dieser Stadt erhielten, mag dem jungen Komponisten als Ermutigung dienen, seine Karriere fortzusetzen, aber soll ihn nicht täuschen.“
Nach Una follia war Zanclas Herbstsaison im San Luca beendet und er verlegte seine Tätigkeit weiter nach Mantua. Die Verbreitung der Oper nach der Uraufführung ist unklar.

## Partitur

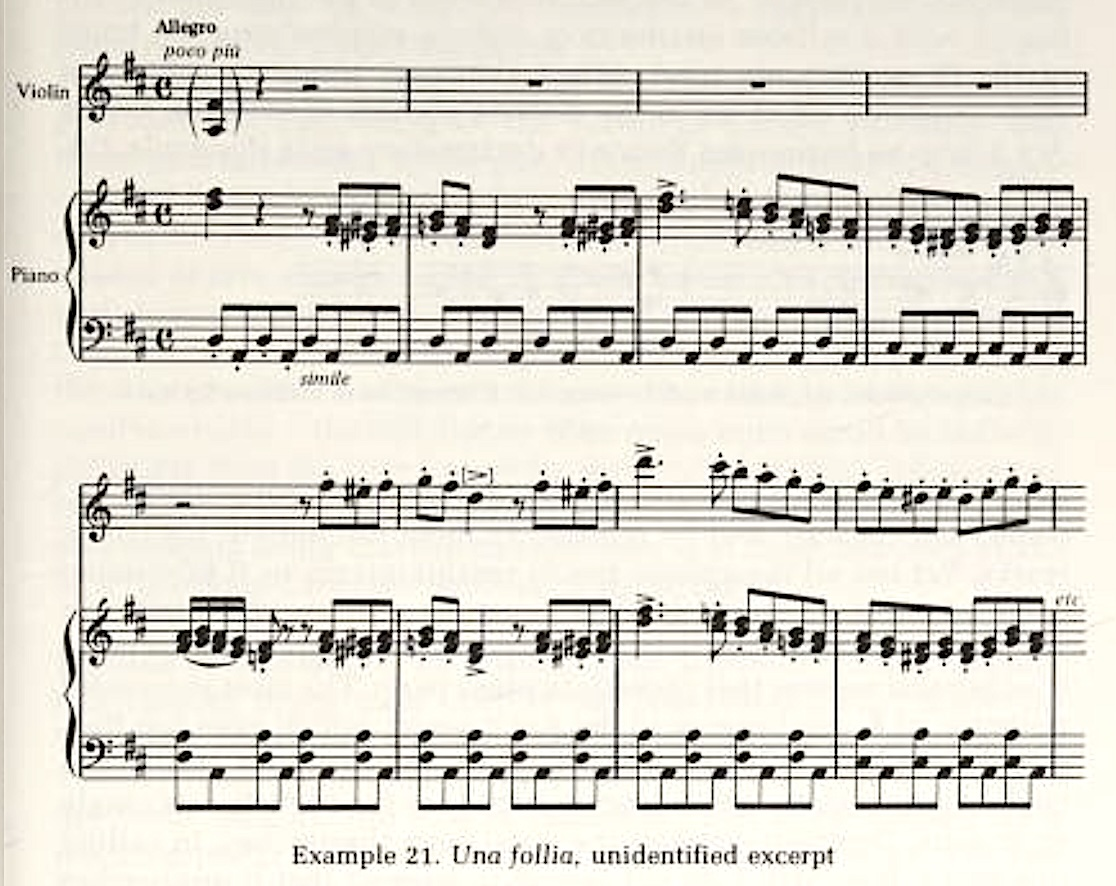
Acht erhaltene Takte

Die Partitur ist seit 1818 verschollen, ebenso die Partituren von Donizettis anderen zwei frühesten Werken Enrico di Borgogna und Le nozze in villa, die ebenfalls Paolo Zancla bei Donizetti in Auftrag gegeben hatte. Laut dem Librettisten Merelli nahm Zancla, der die Partituren gekauft hatte, sie mit nach Sizilien, wo er nicht lange danach starb. Was mit seiner Hinterlassenschaft geschah, ist nicht bekannt.
Von der Musik sind nur acht Takte erhalten, die Donizetti für eine Zusammenstellung mit Motiven aus seinen Opern für seine Verlobte Virginia Vasselli erstellt hat. Das Fragment wurde im Juli 2012 vom Orchestra Sinfonica Nazionale della RAI unter dem Dirigenten Diego Dini Ciacci eingespielt und auf CD herausgegeben.
1978 sollen die Gründer von Opera Rara Don White und Patric Schmid in der Bibliothek des Konservatoriums Bologna ein Manuskript der Ouvertüre zu Una follia entdeckt haben, wie sie dem Musikwissenschaftler William Ashbrook am 17. Juli 1978 in einem Brief mitgeteilt haben.